# Nathalie Pâque
Nathalie Dominique Françoise Pâque (Liegi, 11 maggio 1977) è una cantante, attrice e regista teatrale belga.
Conosciuta per aver partecipato all'Eurovision Song Contest del 1989 e per essere stata al momento dell'esibizione la cantante più giovane dell'intera storia della kermesse canora europea.

## Biografia

### Partecipazione all'Eurovision Song Contest 1989
Giovanissima, dopo aver cominciato pubblicato due singoli nel 1988 a soli 11 anni, viene scelta pochi mesi dopo tramite selezione interna da Antenne 2 per rappresentare la Francia all'Eurovision Song Contest del 1989.
Il 6 maggio 1989 a Losanna si tiene la finale dell'Eurofestival di quell'anno, dove la Pâque si classifica ottava con la canzone J'ai volé la vie ("Ho rubato la vita"). Poiché Céline Dion aveva vinto l'Eurofestival dell'anno prima, era presente alla finale di Losanna e le due artiste cantarono assieme: la Pâque ricorderà sempre quel momento con grande gioia.
Al momento dell'esibizione aveva 11 anni e 11 mesi (avrebbe compiuto i 12 anni cinque giorni dopo); ciò sollevò delle polemiche riguardo all'età troppo giovane dei partecipanti al festival (in quell'edizione vi era pure la cantante rappresentante di Israele, Gili Natanael, che aveva appena qualche mese in più) e così l'UER decise che avrebbero potuto partecipare solo artisti che avessero compiuto il 16º anno di età, con entrata in vigore della regola dall'edizione del 1990. Per questo motivo, Nathalie Pâque rimarrà per sempre l'artista più giovane al momento dell'esibizione ad aver preso parte all'Eurofestival.

### Dopo l'Eurofestival
Nel corso degli anni '90, la Pâque pubblicherà altri singoli e anche due album. Passerà poi al mondo del teatro con il nuovo millennio, partecipando a svariati musical, tra cui al Titanic. A fine 2001 diventa anche una vedetta allo storico cabaret Trocadero della sua città natale, venendo invitata come ospite d'onore per l'85º anniversario del cabaret stesso. Continua ad oggi le sue esperienze sia musicali che teatrali.
Nel 2019 pubblica un nuovo album, On n'oublie rien....

## Discografia

### Album
- 1996 - C'est vrai…je t'aime
- 1998 - Chante-nous la vie
- 2019 - On n'oublie rien...

### Singoli
- 1988 - Des mots d'amour (con lo pseudonimo Naty Paque)
- 1988 - Sans toi (con lo pseudonimo Naty Paque)
- 1989 - J'ai volé la vie
- 1989 - Ils reviennent
- 1990 - Bébé bambou
- 1991 - Danse
- 1991 - Noël différent
- 1992 - Kiss Me (con Daniel Mendy)
- 1992 - Nous, c'est spécial
- 1993 - Laisse-moi voyager
- 1996 - C'est vrai…je t'aime
- 1996 - Je garderai pour toi
- 1998 - Qu'importent mes vingt ans
- 1998 - Mama, c'est l'heure